# Luzula hitchcockii
Luzula hitchcockii är en tågväxtart som beskrevs av Hämet-ahti. Luzula hitchcockii ingår i Frylesläktet som ingår i familjen tågväxter. Inga underarter finns listade i Catalogue of Life.